# Поповка (Снегирёвское сельское поселение)
Поповка — деревня в Шумячском районе Смоленской области России. Входит в состав Снегирёвского сельского поселения. Население по состоянию на 01.01.2005г - 4 жителя, на 01.01.2011г - 1 хозяйство, 2 жителя . 
Расположена в юго-западной части области в 18 км к северо-западу от Шумячей, в 27 км севернее автодороги А101 Москва — Варшава («Старая Польская» или «Варшавка»), на берегу реки Ольховка. В 28 км юго-восточнее деревни расположена железнодорожная станция Понятовка на линии Рославль — Кричев. 

## История
Деревня впервые указана на карте Шуберта 1826-1840 гг как Поповна (Ковалевка). На последующих картах, например, за 1870 год под редакцией Стрельбицкого Ковалевки в окрестностях Поповны уже нет. Скорее всего, Ковалевка - это поселение, которое находилось ранее на месте Поповны.
В 1857г деревня Поповка имела население в 180 прихожан обоего пола, относившихся к Покровский церкви села Починичи (приходской священник Стефан Вербицкий). При этом, село Починичи находилось в Климовичском,  а деревня Поповка – в Мстиславском уезде Могилевской губернии. Деревня Поповка была расположена «при колодце», т.е. естественного водоема рядом не имела.
По состоянию на 1834 год деревня Поповна принадлежала помещику Станиславу Комару, на 1858 год - уже его шестерым наследникам Аполлону, Игнатию, Иозефине, Марии, Люисии и Розалии Комарам.
В 1919г деревня Поповка, вместе с другими населенными пунктами Мстиславского уезда, была передана из Могилевской в Смоленскую губернию.
В годы Великой Отечественной войны деревня была оккупирована гитлеровскими войсками в августе 1941 года, освобождена в сентябре 1943 года.
В деревне Поповка находится братская могила 3-х неизвестных солдат- летчиков.